# Jasenovský potok (přítok Laborce)
Jasenovský potok je potok v obci Horný Zemplín, v jižní části okresu Humenné. Je levostranným přítokem řeky Laborec. Se svojí délkou 4,3 km je tokem VI. řádu.

## Pramen
Jasenovský potok pramení ve Vihorlatských vrších, v části Humenské vrchy, na severozápadním svahu Uhlísk (485,6 m n. m.) v nadmořské výšce 345 m n. m.

## Popis toku
Od pramene teče na sever, přičemž se výrazně esovitě stáčí, nejprve vytváří prohnutý oblouk na západ, z východu obtéká masív, na kterém stojí Jasenovský hrad. Následně vytváří oblouk prohnutý na východ, zprava přibírá krátký přítok tekoucí z lokality Hlinky, vstupuje do Beskydského předhoří, na krátkém úseku teče na severozápad a zprava přibírá přítok pramenící nedaleko Dúpnej jeskyně. Z levé strany dále přibírá přítok zpod hradního masívu a severním směrem protéká intravilánem obce Jasenov. V obci přibírá pravostranný přítok z jihozápadního svahu Červenej skaly (447,0 m n. m.), opouští intravilán obce a stáčí se na severozápad. Severozápadně od obce, na hranici katastrálních území Jasenov a Humenné ústí v nadmořské výšce cca 143 m n. m. do řeky Laborec.